# Малата, Фриц
Фриц Малата (нем. Fritz Malata; 29 сентября 1882, Вена — 20 января 1949, Франкфурт-на-Майне) — немецкий пианист.
Получил инженерное образование, в 1907—1909 гг. работал как инженер в США. В 1911 г. под воздействием дирижёра Фрица Штайнбаха решил посвятить себя музыке. Некоторое время учился в Кёльнской консерватории у Ладзаро Уциелли, в 1913—1914 гг. работал корепетитором и ассистентом у Штайнбаха, занимавшего пост генеральмузикдиректора Кёльна. В 1914 г. стал победителем конкурса кёльнских пианистов, проводившегося каждые два года известным производителем фортепиано Rud. Ibach Sohn. Затем короткое время преподавал в Бонне, а в 1916—1948 гг. — во франкфуртской Консерватории Хоха. В 1922 г. был одним из учредителей Международного общества современной музыки. Автор фортепианных переложений Иоганна Себастьяна Баха. Покончил с собой.
Его дочь Вероника Малата (1915—2008) стала известным в Австрии художником по текстилю.